# Kapu (folyóirat)
A Kapu egy magyar nyelvű független kulturális és közéleti folyóirat volt. Önmeghatározása szerint "Az értelmiség magyar folyóirata". Kiadója a Filmkapu Kft., felelős kiadója Brády Zoltán volt.
A Kapu című folyóirat a rendszerváltás egyik első független orgánuma volt. A konzervatív periodikában megjelenő írások szerzőinek több mint egyharmada a határokon túl élő magyarok közül került ki. A kiadó filmek és könyvek megjelentetésével is foglalkozott, szintén nagyon sokan határon túli magyarnak megjelenési lehetőséget adva. A lap 2019-ig nyomtatásban is megjelent, azóta már az internetes változata is megszűnt.

## Szerkesztőség
- főszerkesztő: Brádi Sándor Zoltán (írói neve: Brády Zoltán)
- olvasószerkesztő és korrektor: Dénes András
- művészeti vezető: Bardon Barnabás

- gazdaság: Mándoki Andor
- biztonságpolitika: Magyar István
- nyugati szemmel: Hollai Hehs Ottó
- magyar múlt: Bakay Kornél
- egyetemes talányok: Grandpierre Attila

- rejtvény: Zábó Gyula

- főmunkatársak:

Aniszi Kálmán
Borbély Zsolt Attila
Krausz Tivadar
Nádor István

## Külső hivatkozások
- A Kapu weboldala
- Ki szivárogtatta ki az őszödi beszédet? - Bizonyíték nincs!